# Liste der österreichischen Minister und Staatssekretäre für Integration
Die folgende Liste enthält die Bundesminister und Staatssekretäre der Republik Österreich, die explizit für Integrationsfragen zuständig waren.

## Minister und Staatssekretäre für Integration
- Hintergrund:   … Staatssekretär,  … Bundesminister/-in,

| Min. / StSkr.          | Partei                     | Amtszeit                      | Funktion | Behörde (kurz) | Regierung                                     |
| ---------------------- | -------------------------- | ----------------------------- | --- | -------------- | --------------------------------------------- |
| Sebastian Kurz         | ÖVP                        | 21. Apr. 2011 – 16. Dez. 2013 | Staatssekretär im Bundesministerium für Inneres | BMI            | Faymann I                                     |
| Sebastian Kurz         | ÖVP                        | 16. Dez. 2013 – 18. Dez. 2017 | Bundesminister für europäische und internationale Angelegenheiten seit 1. März 2014: Bundesminister für Europa, Integration und Äußeres                                                                    | BMeiA BMEIA    | Faymann II, Kern                              |
| Karin Kneissl          | Unabh. , von FPÖ nominiert | 18. Dez. 2017 – 3. Juni 2019  | Bundesministerin für Europa, Integration und Äußeres | BMEIA          | Kurz I                                        |
| Alexander Schallenberg | Unabh.                     | 3. Juni 2019 – 28. Jan. 2020  | Bundesminister für Europa, Integration und Äußeres | BMEIA          | Bierlein, Kurz II                             |
| Susanne Raab           | ÖVP                        | 29. Jan. 2020 – 2. März 2025  | Bundesministerin für Frauen und Integration ab 1. Februar 2021 Bundesministerin für Frauen, Familie, Jugend und Integration ab 5. Jänner 2022 Bundesministerin für Frauen, Familie, Integration und Medien | BKA            | Kurz II, Schallenberg, Nehammer, Schallenberg |
| Christian Stocker      | ÖVP                        | 3. März 2025 – 7. April 2025  | Bundeskanzler | BKA            | Stocker                                       |
| Claudia Plakolm        | ÖVP                        | 8. Apr. 2025 –                | Bundesministerin für Europa, Integration und Familie | BKA            | Stocker                                       |